# Yamato Yamamoto
Yamato Yamamoto (山本 ヤマト) est un mangaka et illustrateur japonais né le 1er mars 1983 à Koga. 
Il est notamment connu pour avoir illustré le manga de dark fantasy Seraph Of The End créé par Takaya Kagami, et les light novels Glenn Ichinose : La Catastrophe de ses 16 ans.

## Œuvres
- 9S vol. 1–9, SS, Memories (light novel)
- Denpa teki na Kanojo vol. 1–3 (light novel)
- Kure-nai vol. 1–4 (light novel)
- Kure-nai vol. 1–10 (manga, Jump SQ.)
- Seraph of the End, vol. 1–20, en cours (manga Jump SQ)
- Seraph of the End - Roman - Glenn Ichinose - La Catastrophe de ses 16 ans, vol.1-7 (light novel)